# منیتوبا
مَنیتُبا (به انگلیسی: Manitoba) یکی از استان‌های کانادا است. مرکز آن وینیپگ است.
وسعت مَنیتُبا ۶۴۷٬۷۹۷ کیلومتر مربع و جمعیت آن ۱٬۲۰۷٬۹۵۹ نفر (برآورد سال ۲۰۰۸) است.

## تاریخچه
این استان تاریخچه مستندی از قبایل بومی سو، دارد.
تأثیر این اقوام امروزه در استان کاملاً مشخص است همان‌طور که اسم استان از فرهنگ Cree به معنی «تنگه روح مَنیتُبا» گرفته شده‌است. شرکت Hudson's Bay Company در دهه ۱۶۰۰ با شروع تجارت پوست سفر به این استان را آغاز کرد. این استان در سال ۱۸۷۰، سه سال بعد از استقلال کانادا به کنفدراسیون کانادا ملحق شد. کمی پپس از آن مردمان Metis به دنبال هویت فرانسوی و بومی خود شورش به پا کردند اما به نتیجه‌ای نرسیدند و زمینی به آن‌ها داده نشد.

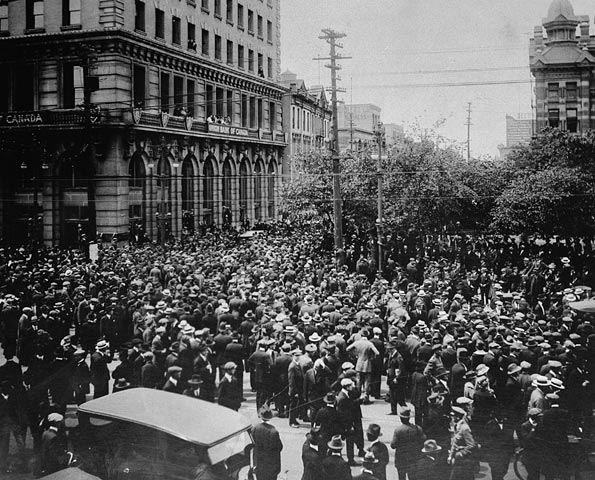
اعتصاب عمومی وینیپگ در سال ۱۹۱۹

در زمان الحاق به کانادا، منیوبا فقط بخشی از اندازه فعلی بود. شکل و سایز فعلی استان در سال ۱۹۱۲ به انجام رسید. یک واقعه مشهور در این استان اعتصاب عمومی وینیپگ در سال ۱۹۱۹ بود. جنبش کارگری قدرتمند آن زمان کسب و کار را به مدت ۶ هفته در اعتراض به شرایط ضعیف کاری متوقف ساخت. جنگ بین کارگر و کارفرما نقطه مهمی در تاریخ جنبش کارگری کانادا محسوب می‌شود.
اگر چه این استان در رشد از چند استان عقب ماند ولی با رشد تجارت و صنعت به سمت جلو حرکت می‌کند. آگر چه برخی از زمین‌های کشاورزی روستایی هنوز پابرجا هستند ولی وینیپگ شهری مدرن و با شرکت‌های بزرگ Great – west Life (مجموعه مالی و بیمه‌ای) و CanWest Global (شرکت رسانه‌ای بزرگ) است. این استان ادامه رشد اقتصادی بسیار عالی خود را در جذب مهاجر می‌داند.

## دولت

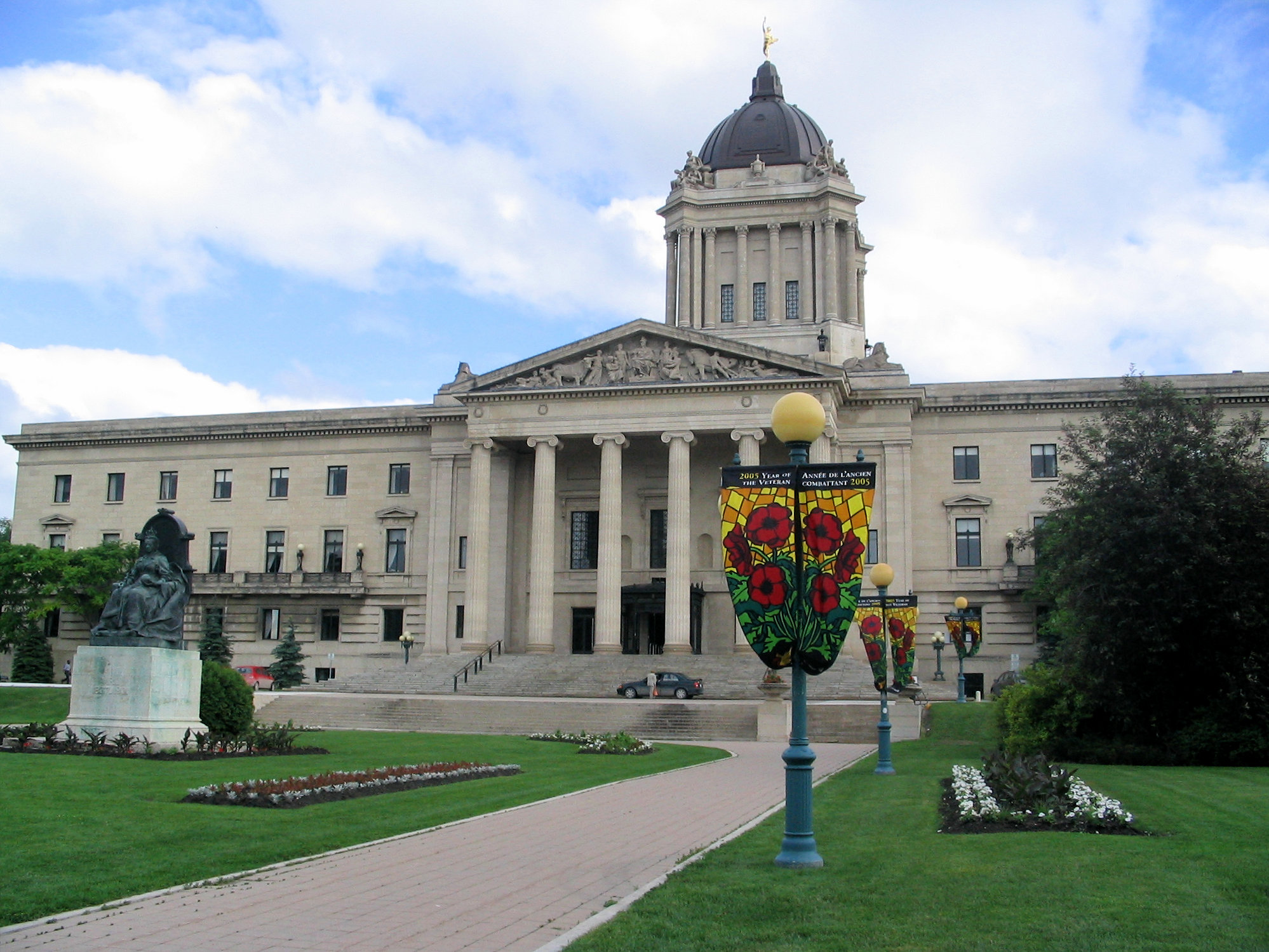
پارلمان مانیتوبا

دولت کانادا با یک سیستم فدرال با کنترل بر برخی از امور متعلق به دولت ملی در اتاوا و دیگر امور تحت کنترل دولت استانی عمل می‌کند. این استان مجلس انتخابی دموکراتیک خود را دارد (مجمع قانونگذاری منیوبا). که در شهر مرکزی وینیپگ واقع است.
۵۷ نماینده از سراسر مناطق استان در انتخاب عمومی انتخاب می‌شوند. دولت فعلی استان تحت کنترل حزب دموکراتیک نو به رهبری آقای واب کنو می‌باشد. ایشان از سال ۲۰۲۳ در رأس کار می‌باشند.

## جغرافیا

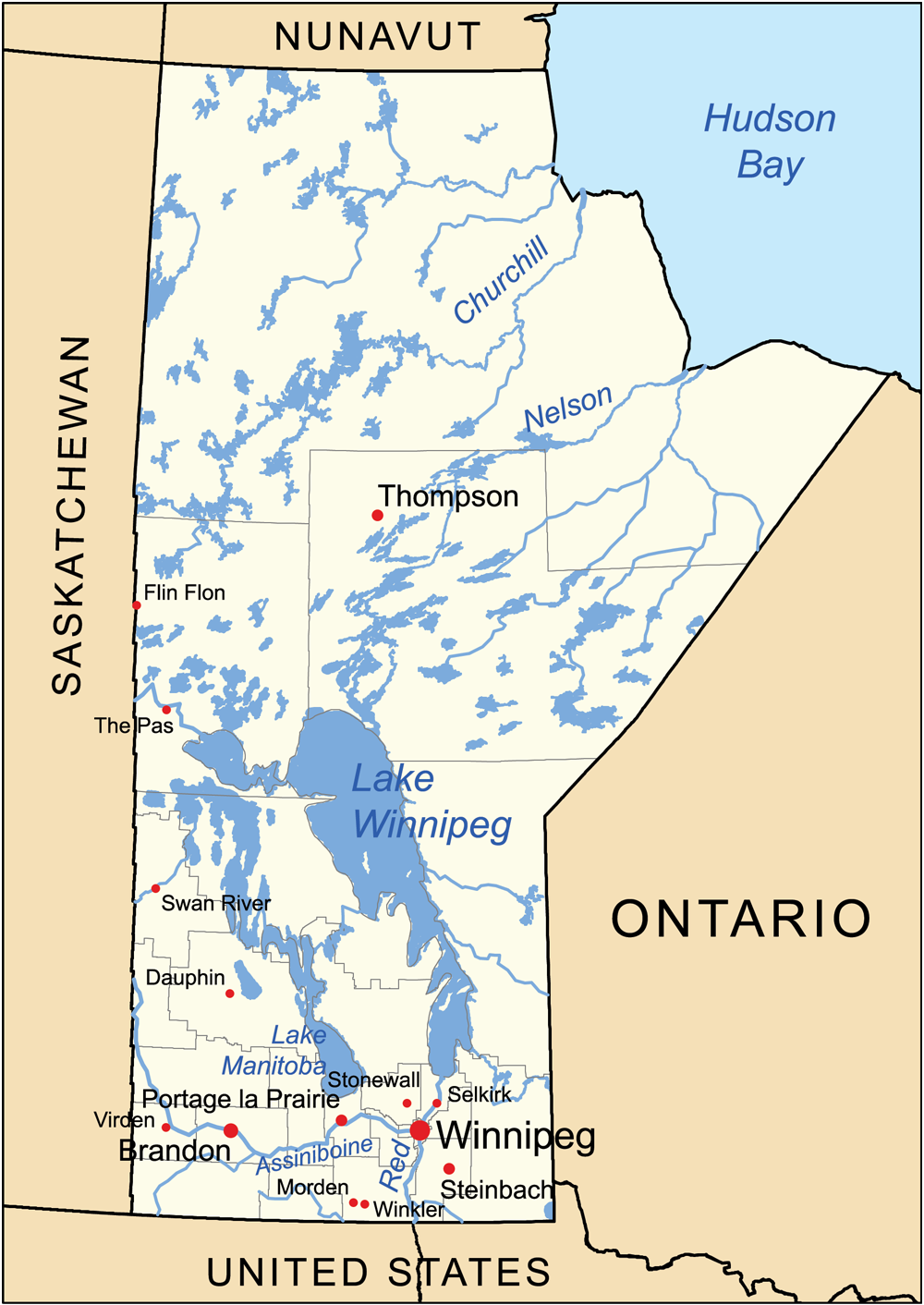

این استان یکی از سه استان سرسبز کانادا در قلب کشور می‌باشد. جمعیت این استان ۱۲۰۰۰۰۰ نفر است.
بزرگترین شهر این استان وی نی پگ (وینیپگ) با ۷۰۶۹۰۰ نفر جمعیت می‌باشد. Brandon دومین شهر بزرگ استان است.
این استان در سالهای اخیر شمار زیادی مهاجر جذب کرده و در تلاش است تا سالانه ۱۰۰۰۰ نفر مهاجر جدید جذب کند.

## شهر اصلی
وینیپگ
این شهر مرکز استان بوده و تقریباً نیمی از جمعیت را در خود جای می‌دهد. وینیپگ به منطقه جغرافیایی آمریکای شمالی بسیار نزدیک است. این شهر مرکزی که هشتمین شهر بزرگ کانادا محسوب می‌شود محل ادارات دولتی و مراکز تجاری بزرگ می‌باشد. این شهر با داشتن مراکز آموزش عالی به محل اصلی توسعه و تحقیق منطقه تبدیل گردیده‌است و این خود عامل اصلی جذب شرکت‌های بزرگ همانند Boring و Bristol Aerospace به این شهر است.
این شهر به سرمای شدید در زمستان معروف است و اسم آن را به همین دلیل اصطلاحاً «وینیپگ» می‌گویند. به جای آن تابستان‌های این شهر بسیار ملایم می‌باشد. در طول فصل‌های گرم مردمان این استان از امکانات تفریحی بی‌شمار در کنار رودخانه سرخ و دریاچه‌های اطراف استفاده می‌کنند. در تابستان این شهر میزبان بسیاری از جشنواره‌های فرهنگی و هنری است.
در این شهر فعالیت‌های هنری بسیاری انجام می‌پذیرد. برای مثال در رابطه با هنرهای صنعتی می‌توان به باله سلطنتی وینیپگ، گالری هنری وینیپگ و ارکستر سمفونیک وینیپگ اشاره کرد. این شهر میزبان جشنواره Winnipeg Fringe Theatre دومین جشنواره بزرگ در آمریکای شمالی و جشنواره‌های موزیک Jazz و سنتی می‌باشد.
از مراکز مهم دیگر این شهر می‌توان به موارد زیر اشاره کرد:
- ضرابخانه سلطنتی کانادا
- لابراتوار ملی میکرو بیولوژی کانادا
- موزه حقوق بشر کانادا

## جمعیت
این استان با داشتن تقریباً ۱٫۲ میلیون نفر جمعیت، پنجمین استان پرجمعیت کانادا می‌باشد. با توجه به کاهش رشد جمعیت، این استان به دنبال جذب مهاجر می‌باشد. شهر وینیپگ با حدود ۷۰۰۰۰۰ نفر جمعیت تقریباً نیمی از جمعیت استان را در خود جای داده‌است. مابقی جمعیت در شهرهای کوچک زندگی می‌کنند. به غیر از برندون با ۴۰۰۰۰ نفر جمعیت، دیگر شهرها جمعیتی کمتر از ۱۵۰۰۰ نفر دارند.
به دلیل مهاجرت، فرهنگ این استان کاملاً چند ملیتی است. بیشتر از ۱۰۰ زبان در این استان صحبت می‌شود که با توجه به زندگی در کانادا هویت آن‌ها را حفظ می‌کند. در این استان از بزرگترین اقوام مهاجر می‌توان به بریتانیایی‌ها، ایرلندی‌ها، اوکراینی‌ها، آلمانها، هلندی‌ها و لهستانی‌ها اشاره کرد. ۱۵ درصد جمعیت استان را اقوام Metis تشکیل می‌دهند.

## اشتغال و اقتصاد

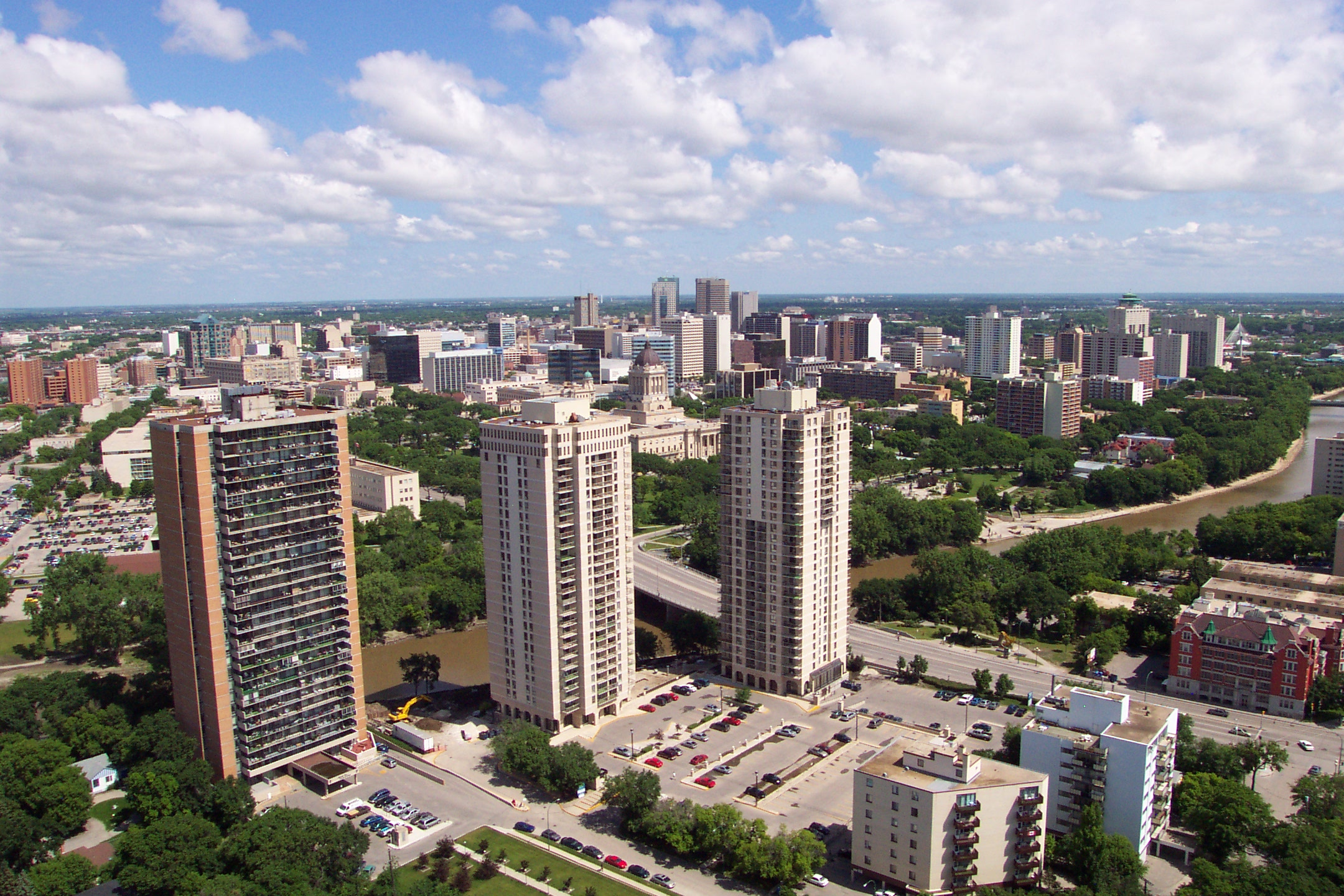
شهر وینیپگ

صنایع اصلی این استان معدن، تولید و کشاورزی می‌باشند. حرفهٔ سنتی این استان ماهی‌گیری است. زمین‌های کشاورزی زیادی از گندم، جو، جو صحرایی، آفتاب گردان و پنبه در این استان وجود دارد. با توجه به این منابع، صنایع غذایی در این استان قدرت خوبی دارد. تولید، هوافضا و حمل و نقل از دیگر صنایع این استان می‌باشند.
بخش دولتی و خدماتی در شهر وینیپگ جایگاه خوبی دارد. نرخ بیکاری این استان (۴٫۸ درصد) از میانگین کانادا (۶٫۸ درصد) کمتر است.
رشد اقتصادی استان ۳ درصد می‌باشد. از آنجایی که این رشد تولیدکننده فرصت‌های شغلی بسیاری است، مقامات استانی در صدد جذب مهاجر به این استان می‌باشند. از برنامه‌هایی که برای جذب مهاجر انجام می‌شود می‌توان به کلاس‌های رایگان زبان انگلیسی EAL و برنامه‌های آموزش کار اشاره کرد.

## استاندارد زندگی
از مزایای این استان می‌توان از پایین بودن هزینه‌های زندگی نام برد. مسکن، انرژی، بیمه و هزینه‌های دانشگاه این استان در کانادا کمترین می‌باشند. مردمان این استان به دلیل هزینه پایین زندگی، پول خود را صرف خرید چیزهای دیگر از جمله کلبه‌های می‌کنند. علاقه‌مندان به گلف در این استان بیشتر از هرجای دیگر از کانادا است.
«کمترین مقدار دستمزد در ساعت» در این استان ۸٫۵۰ دلار بوده که چهارمین دستمزد بالا در کانادا می‌باشد. مالیات بر درآمد این استان از لحاظ پایین بودن در کانادا مقام ۴ را دارد. در سال ۲۰۰۳، درآمد متوسط مردان ۲۷٬۲۰۰ دلار و درآمد متوسط زنان ۱۸٬۱۰۰ دلار بوده‌است. درآمد متوسط خانواده ۵۰٬۶۰۰ دلار در سال ۲۰۰۶ است که چهارمین در کانادا می‌باشد.
فضای دوستانه این استان به سطح زندگی این استان بسیار کمک کرده‌است و مردمان این استان بیشتر از هر جای دیگر در کانادا در برنامه‌های خیریه شرکت می‌کنند. این روحیه سخاوتمندانه به تازه واردان به کانادا کمک می‌کند تا به سرعت شرایط ثابتی پیدا کنند.

## مسکن
هزینه پایین مسکن یکی از مزایای این استان می‌باشد. بازار مسکن این استان بسیار رقابتی و قابل استطاعت است. قیمت متوسط مسکن در وینیپگ کمتر از ۱۲۲٬۰۰۰ دلار است. درصد متوسط درآمد خانه وار با هزینه‌های مالکیت بین ۳۰ – ۱۵ درصد می‌باشد. به دلیل افزایش مهاجران در ۵ سال گذشته قیمت مسکن بیشتر از ۸۵ درصد افزایش داشته‌است.
دیگر مزیت مسکن در این استان این است که به دلیل وسعت شهری لازم نیست برای پیدا کردن مکان مناسب خیلی دور از شهر زندگی کرد. در شهر وینیپگ با ۷۰۶۹۰۰ نفر جمعیت متوسط سفر شهری از محل کار تا منزل ۶ کیلومتر می‌باشد که در کانادا یکی از کمترین مسافت‌ها است. سفرهای شهری کمتر، به معنی صرف وقت بیشتر با خانواده می‌باشد.

## فرهنگ
مهاجرت موجب شد تا این استان دارای مجموعه‌ای نادر از فرهنگ‌های مختلف باشد. چند فرهنگی بودن که سیاست کانادا محسوب می‌شود در این استان به خوبی دیده می‌شود. هر ساله در این استان چندین جشنواره سنتی و فرهنگی بومی جشن گرفته می‌شود که نشانگر قدرت اقوام مختلف در این استان است.
مردم این استان به سخاوتمندی و مهمان‌نوازی مشهور می‌باشند همچنین داوطلبان کارهای خیریه در مانیتوبا بسیار زیاد هستند.
این استان مهد هنر نیز می‌باشد. شهر وینیپگ میزبان اولین شرکت بالد رئال بریتانیا بوده‌است و ارکستر سمفونی آن در جهان شناخته شده می‌باشد. در مرکز استان منظره‌های ویژه هنری، موزیک و کمدی یافت می‌شود.